# Adrien Duvillard Junior
Adrien Duvillard Junior (ur. 8 lutego 1969 w Megève) – francuski narciarz alpejski. Najlepszym wynikiem Duvillarda na mistrzostwach świata było 11. miejsce w zjeździe na mistrzostwach w Sierra Nevada. Startował w zjeździe i kombinacji na igrzyskach w Albertville i igrzyskach w Nagano, ale nie ukończył żadnej konkurencji. Najlepsze wyniki w Pucharze Świata osiągnął w sezonie 1992/1993, kiedy to zajął 15. miejsce w klasyfikacji generalnej, a w klasyfikacji kombinacji był siódmy.
Jest synem Adriena Duvillarda i bratankiem Henriego Duvillarda, którzy również uprawiali narciarstwo alpejskie. Jego żoną była Sophie Lefranc, mieli razem trójkę dzieci.

## Sukcesy

### Puchar Świata

#### Miejsca w klasyfikacji generalnej
- 1991/1992 – 50.
- 1992/1993 – 15.
- 1995/1996 – 94.
- 1996/1997 – 55.
- 1997/1998 – 56.

#### Miejsca na podium
1. Kvitfjell – 19 marca 1993 (zjazd) – 1. miejsce